# Instituto Nacional de Prevención Sísmica
El Instituto Nacional de Prevención Sísmica (INPRES), es un Organismo Científico Técnico, dependiente del Poder Ejecutivo Nacional, creado por Ley N° 19.616 el 8 de mayo de 1972, con el objeto de llevar adelante la Política Nacional de Prevención Sísmica.
El INPRES tiene como responsabilidad primaria, realizar estudios e investigaciones básicas y aplicadas de sismología e ingeniería sismorresistente, destinados a la prevención del riesgo sísmico mediante el dictado de reglamentos que permitan en forma óptima la estabilidad y permanencia de las estructuras civiles existentes en las zonas sísmicas de Argentina.
La Sede Central y única, se encuentra en la ciudad de San Juan, departamento Capital, provincia de San Juan.

## Historia
Por decreto n.º 17 432 del 1.º de julio de 1944 del presidente, general Edelmiro J. Farrell, el Poder Ejecutivo Nacional creó el Consejo Nacional de Reconstrucción de San Juan, dependiente del Ministerio del Interior. Se le asignó al nuevo organismo la siguiente función:

(…) realizar todos los estudios, trabajos y actos tendientes a reconstruir la ciudad de San Juan y demás centros urbanos afectados por el sismo del 15 de enero de 1944 (…)
Decreto n.º 17 432, Artículo 1.º

En 1964, bajo la presidencia de Arturo Umberto Illia, el Poder Legislativo sustituyó la denominación del Consejo de Reconstrucción de San Juan por «Consejo Nacional de Construcciones Antisísmicas y de Reconstrucción de San Juan» (ley n.º 16 465, sancionada el 30 de julio de 1964 y promulgada el 14 de agosto del mismo año).
En 1996 el Poder Ejecutivo creó el Servicio Geológico Minero Argentino (SEGEMAR), constituido por el Instituto Nacional de Prevención Sísmica, además del Instituto Nacional de Tecnología Minera y del Centro Regional de Agua Subterránea.
En el año 2000 se lo transfirió al ámbito de la Secretaría de Obras Públicas dependiente del Ministerio de Infraestructura y Vivienda. Este departamento de estado desapareció y en 2003 el instituto nacional pasó al ámbito del Ministerio de Planificación Federal, Inversión Pública y Servicios. En 2015 el Poder Ejecutivo disolvió el Ministerio de Planificación y creó el Ministerio del Interior, Obras Públicas y Vivienda, a cuyo ámbito se transfirió la Secretaría de Obras Públicas con sus organismos dependientes. En 2019 se transfirió al Ministerio de Obras Públicas. En diciembre de 2023 el Poder Ejecutivo Nacional crea mediante el decreto DECTO-2023-73-APN-PTE el Ministerio de Infraestructura. que fue disuelto en 2024, trasladando sus funciones al Ministerio de Economía y el INPRES queda bajo la órbita de la Secretaría de Obras Públicas perteneciente al ministerio mencionado.

## Acciones del INPRES
Las acciones del INPRES son:
- Planificar y realizar el estudio de la sismicidad del territorio nacional, evaluando el riesgo sísmico en todas y cada una de las zonas del mismo.
- Operar en todo el territorio nacional la Red Nacional de Estaciones Sismológicas, la Red Nacional de Acelerógrafos y, en la sede del Instituto Nacional, el Laboratorio de Estructuras Sismorresistentes.
- Proyectar y aconsejar reglamentos que regulen la construcción de cada una de las zonas sísmicas del país.
- Proyectar y realizar estudios tecnológicos y brindar asistencia técnica referente a materiales y sistemas de construcción sismorresistente.
- Realizar campañas de divulgación en todos los niveles, destinadas a crear una conciencia del problema sísmico y sus soluciones y efectuar publicaciones de divulgación técnica.
- Prestar asistencia técnica específica en los casos de desastre ocasionados por sismos, a fin de solucionar los problemas derivados de la destrucción de edificios e infraestructura civiles.
- Actuar como autoridad de validación a nivel nacional, desde el punto de vista sísmico, en grandes obras de infraestructura tales como complejos hidroeléctricos, establecimientos mineros, centrales nucleares, etc., instaladas o a instalarse en el territorio nacional.
- Implementar la Política Nacional de Prevención Sísmica.